# Kamma (kast)
Kamma (telugu: కమ్మ) är en indisk kast, boende i sydindiska delstaterna Andhra Pradesh, Tamilnadu och Karnataka. Kammas är en av de dominerande kasterna i Andhra Pradesh, både politiskt och inom industrin och i filmindustrin Tollywood i Hyderabad. Ett exempel på detta är den mycket populäre filmskådespelaren N.T. Rama Rao som 1982 grundade partiet Telugu Desam Party och samma år valdes till  preminärminister i Andhra Pradesh.